# Lasinja
Lasinja es un municipio de Croacia en el condado de Karlovac.

## Geografía
Se encuentra a una altitud de 138 m s. n. m. a 39 km de la capital nacional, Zagreb.

## Demografía
En el censo 2011, el total de población del municipio fue de 1624 habitantes, distribuidos en las siguientes localidades:
- Banski Kovačevac - 120
- Crna Draga - 136
- Desno Sredičko - 213
- Desni Štefanki - 265
- Lasinja - 573
- Novo Selo Lasinjsko - 108
- Prkos Lasinjski - 52
- Sjeničak Lasinjski - 157

| Gráfica de población de Lasinja 1857-2011 (localidad)               |
|                                                                     |
| Según los censos de población de la oficina estadística de Croacia. |